# Dunellen (New Jersey)
Dunellen – miejscowość  w hrabstwie Middlesex w stanie New Jersey w USA. Miasteczko założone zostało w roku 1896. Według danych z 2010 roku Dunellen zamieszkiwało ponad 7 tys. osób.